# Jan Dawid Landau

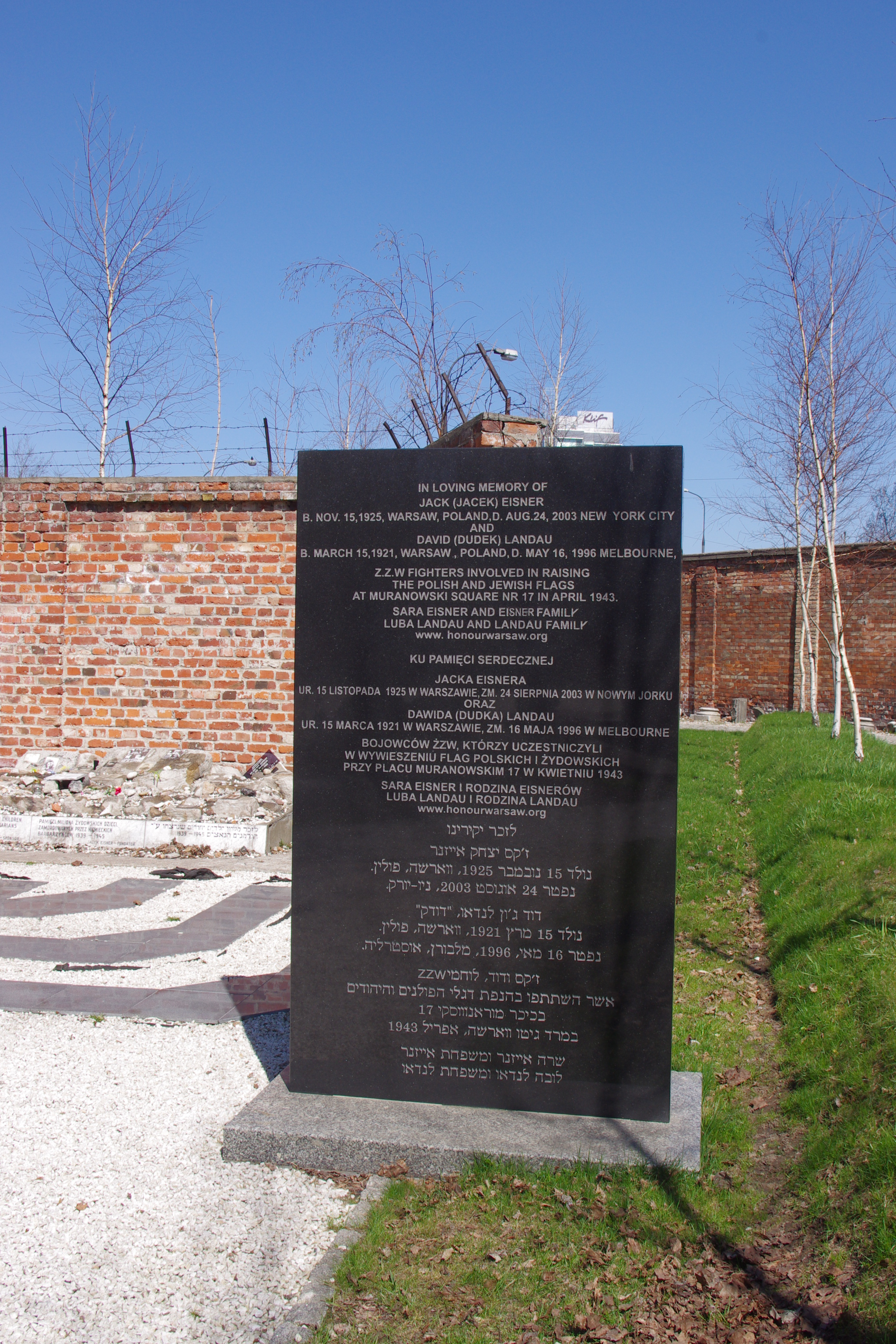
Tablica upamiętniająca powstańców getta warszawskiego z ramienia Żydowskiego Związku Wojskowego Jacka Eisnera i Dawida „Dudka” Landaua na cmentarzu żydowskim przy ul. Okopowej w Warszawie, przy pomniku Pamięci Dzieci – Ofiar Holokaustu

Jan Dawid Landau ps. „Dudek” w Australii znany jako David Landau lub David J. Landau (ur. 15 marca 1921 w Warszawie, zm. 16 maja 1996 w Melbourne) – żydowski działacz ruchu oporu w getcie warszawskim, członek Żydowskiego Związku Wojskowego, uczestnik powstania w getcie warszawskim, autor wspomnień.

## Życiorys
Pochodził z bogatej rodziny polskich Żydów, która była znana w Warszawie przed 1939 z handlu futrami. Jak podaje książka pod redakcją Mariana Turskiego pt. „Losy żydowskie. Świadectwo żywych”, Jan Dawid Landau w 1940 r. opuścił getto i przez krótki okres był członkiem działającego pod Warszawą partyzanckiego oddziału dowodzonego przez Henryka Iwańskiego ps. „Bystry”. W tym samym roku zmarła jego matka. Uciekł z pociągu jadącego do obozu koncentracyjnego na Majdanku. Po powrocie do getta działał w organizacji prawicowej Betar. We wrześniu 1942 r. pełnił w getcie funkcję ochroniarza Jana Karskiego.
Uczestniczył w powstaniu w getcie warszawskim. Do wyzwolenia Warszawy przez Armię Czerwoną ukrywał się wraz z 10-osobową grupą, w tym ze swoją żoną Zofią, w ruinach zburzonego miasta. W czasie okupacji niemieckiej zginął jego ojciec i młodszy brat, a drugi z jego braci na skutek sprawy Hotelu Polskiego został deportowany do obozu koncentracyjnego Auschwitz-Birkenau. Według własnej relacji, był jednym z nielicznych bojowców ŻZW, którzy przeżyli wojnę.
Po wojnie wyjechał z Polski na Zachód przez Czechosłowację, Niemcy i Francję i w 1947 r. wyemigrował do Australii. Początkowo utrzymywał się z handlu odzieżą, a następnie zajmował się obrotem nieruchomościami. Był autorem, napisanej w ostatnich latach życia, książki wspomnieniowej „Caged – A story of Jewish Resistance” wydanej po jego śmierci, w 2000 r. Choć książka ta została przez Moshe Arensa uznana za kolejną wiarygodną opowieść o działalności Żydowskiego Związku Wojskowego, historycy podali w wątpliwość wiele zawartych w niej twierdzeń. Dodatkowo, w 2005 do redakcji Ha-arec przyszedł list od Awrahama Cykierta, twierdzącego, że napisał ową książkę dla Landaua za pieniądze oraz że córka zmarłego dorzuciła tam swoje własne pomysły.
Jest jednym z bohaterów książki Henryka Grynberga – „Janek i Maria”.